# المصلع (السدة)

تعديل مصدري - تعديل

المصلع محلة تابعة لقرية المان، التابعة لعزلة وادي عصام بمديرية السدة إحدى مديريات محافظة إب في الجمهورية اليمنية.، بلغ تعداد سكانها 41 حسب تعداد اليمن لعام 2004.